# Eumedonia antiqua
Eumedonia antiqua är en fjärilsart som beskrevs av Otto Staudinger 1899. Eumedonia antiqua ingår i släktet Eumedonia och familjen juvelvingar. Inga underarter finns listade i Catalogue of Life.